# 奶桶烤肉

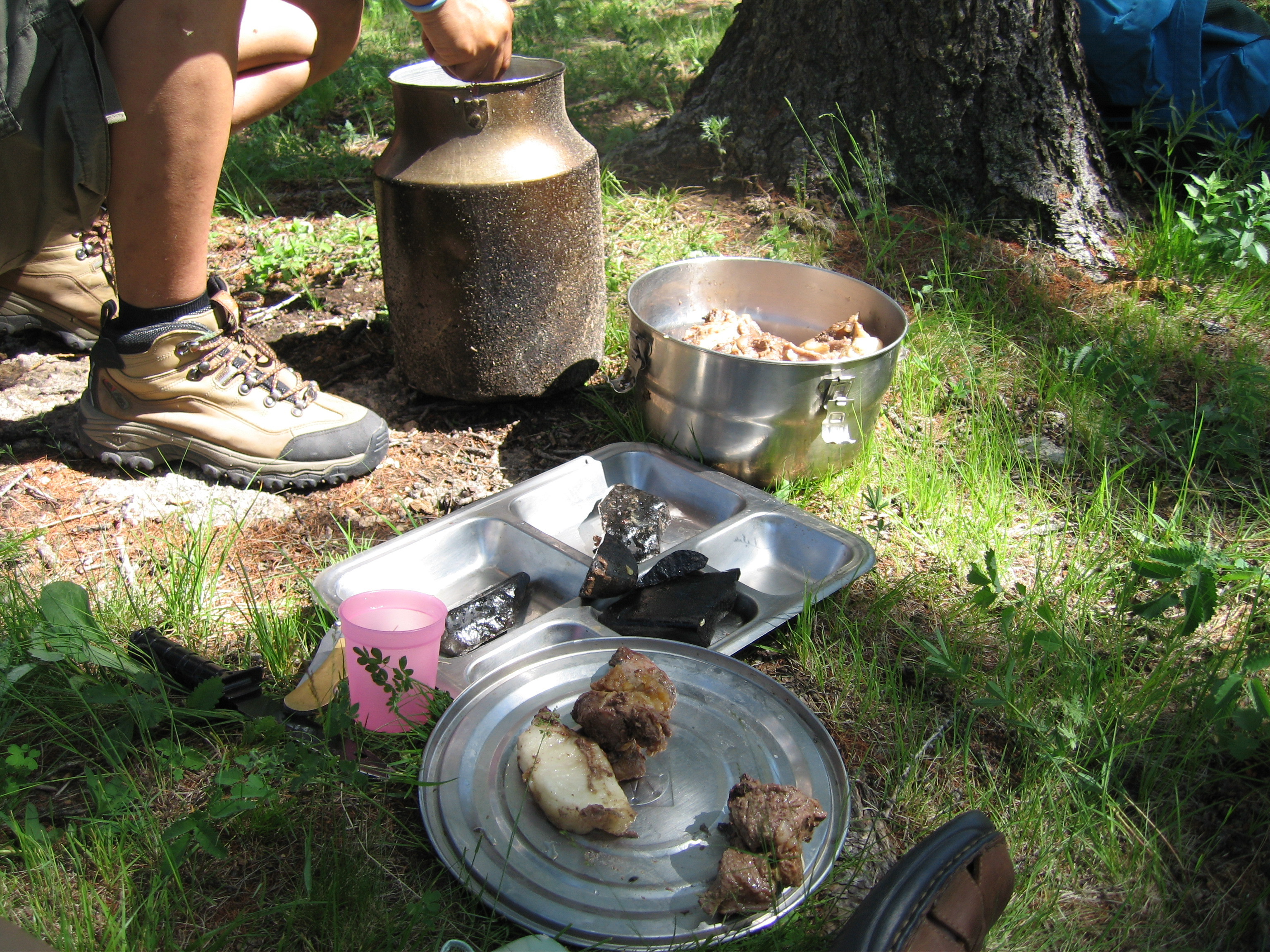
蒙古国的奶桶烤肉，奶桶旁边可见黑色石头和已经烤好的羊肉

奶桶烤肉，也称石头烤肉，是蒙古族的一种烧烤方法，在奶桶中放入烧红的石头和肉，然后奶桶下面加小火烧熟。

## 准备过程
羊肉首先切成块，同时再将鹅卵石烧红。金属奶桶通常作为一个压力容器，桶底垫好放上洋葱和其他调料，桶内交错放上羊肉和烧红的石头，上面再放上胡萝卜和马铃薯。传统上奶桶底下的火先用柴烧热，再用可持续燃烧的牛粪烧。